# Porphyrophora italica
Porphyrophora italica är en insektsart som beskrevs av Goidanich 1963. Porphyrophora italica ingår i släktet Porphyrophora och familjen pärlsköldlöss. Inga underarter finns listade i Catalogue of Life.